# Heucourt-Croquoison
Heucourt-Croquoison is een gemeente in het Franse departement Somme (regio Hauts-de-France) en telt 115 inwoners (2009). De plaats maakt deel uit van het arrondissement Amiens.

## Geografie
De oppervlakte van Heucourt-Croquoison bedraagt 4,9 km², de bevolkingsdichtheid is dus 23,5 inwoners per km².
De onderstaande kaart toont de ligging van Heucourt-Croquoison met de belangrijkste infrastructuur en aangrenzende gemeenten.

## Demografie
Onderstaande figuur toont het verloop van het inwonertal (bron: INSEE-tellingen).